# Julien Rochefort
Julien Rochefort, né en 1965 à Paris, est un acteur de théâtre, de cinéma et de télévision ainsi qu'un metteur en scène de théâtre.

## Biographie

### Vie privée
Il est le fils de Jean Rochefort et de sa seconde épouse Aleksandra Moskwa. Il a joué au côté de son père dans Tandem de Patrice Leconte et dans la série télévisée Chez Maupassant,,.
Il est en couple avec Sylvie Blotnikas avec laquelle il a joué au théâtre et mis en scène plusieurs de ses textes. Ils ont deux enfants,.
Il est ornithologue amateur,.

### Carrière professionnelle
Ayant découvert sa passion pour le théâtre vers l'âge de 12 ans, il suit les cours de l'école de la rue Blanche. Après quelques petits rôles au cinéma, il débute réellement sur scène et à la télévision. Depuis la fin du XXe siècle, il joue sur les scènes parisiennes et met souvent en scène, la plupart du temps conjointement avec Sylvie Blotnikas, les pièces qu'il interprète.

## Production artistique

### Théâtre (acteur)
- 1998 : Après la pluie, de Sergi Belbel, théâtre de Poche-Montparnasse, Paris, Molière 1999 de la meilleure pièce comique[7]
- 2000 : Antoine et Catherine, de Sylvie Blotnikas, théâtre de Poche-Montparnasse, Paris, prix Charles Oulmont, nomination au Molière 2001 de la révélation théâtrale[6],[8]
- 2004 : Édouard dans le tourbillon, de Sylvie Blotnikas, théâtre de Poche-Montparnasse, Paris[9]
- 2007 : La Retraite de Russie, de William Nicholson, théâtre du Petit-Montparnasse[2],[10]
- 2009 : L'Écornifleur, de Jules Renard, théâtre La Bruyère, Paris[11]
- 2010 : Strictement amical, de Sylvie Blotnikas, théâtre de Poche-Montparnasse, Paris[3]
- 2012 : Le Tartuffe, de Molière, théâtre de Paris[12]
- 2016 : Pyrénées ou le voyage de l'été 1843, de Victor Hugo, théâtre Lucernaire, Paris et tournée[13],[14].
- 2020 : Les récits de Monsieur Kafka, d'après Franz Kafka[15]
- 2023 : Glenn, la naissance d'un prodige, de Ivan Calbérac, théâtre du Splendid, Paris
- 2023 : Maupassant, Octave et moi, d'après Guy de Maupassant, adaptation de Sylvie Blotnikas, théâtre de Poche-Montparnasse, Paris[16],[17]

### Théâtre (mise en scène)
- 2000 : Antoine et Catherine, de Sylvie Blotnikas, théâtre de Poche-Montparnasse, Paris, prix Charles Oulmont, nomination au Molière 2001 de la révélation théâtrale[6],[8]
- 2004 : Édouard dans le tourbillon, de Sylvie Blotnikas, théâtre de Poche-Montparnasse, Paris[9]
- 2010 : Strictement amical, de Sylvie Blotnikas, théâtre de Poche-Montparnasse, Paris[3]
- 2020 : Les récits de Monsieur Kafka, d'après Franz Kafka, mise en scène de de Sylvie Blotnikas et Julien Rochefort[15]
- 2023 : Maupassant, Octave et moi, d'après Guy de Maupassant, adaptation de Sylvie Blotnikas, mise en scène de Sylvie Blotnikas et Julien Rochefort, théâtre de Poche-Montparnasse, Paris[16],[17]

### Cinéma
- 1985 : La Gitane, de Philippe de Broca : le facteur
- 1986 : Tandem, de Patrice Leconte
- 1987 : Chouans !, de Philippe de Broca
- 1993 : Les Derniers Jours d'Emmanuel Kant, de Philippe Collin : l'étudiant
- 1995 : La Cérémonie, de Claude Chabrol : Jérémie Lelièvre
- 1995 : Fugueuses, de Nadine Trintignant
- 2010 : Crime d'amour, de Alain Corneau : l'avocat

### Télévision
- 1988 : Un château au soleil
- 1998 : À nous deux la vie, de Alain Nahum
- 2002 : La Victoire des vaincus[6]
- 2005 : Julie Lescaut
- 2006 : Commissaire Cordier
- 2007 : Chez Maupassant[4],[18]
- 2000 : La Vérité vraie, de Fabrice Cazeneuve
- 2000 : On n'est pas là pour s'aimer, de Daniel Janneau
- 2010 : Nicolas Le Floch